# Stanjevića Rupa
Stanjevića Rupa (cyr. Стањевића Рупа) – wieś w Czarnogórze, w gminie Podgorica. W 2011 roku liczyła 211 mieszkańców.